# Heliconius hecalesia
Heliconius hecalesia är en fjärilsart som beskrevs av William Chapman Hewitson 1853. Heliconius hecalesia ingår i släktet Heliconius och familjen praktfjärilar. Inga underarter finns listade i Catalogue of Life.

## Bildgalleri

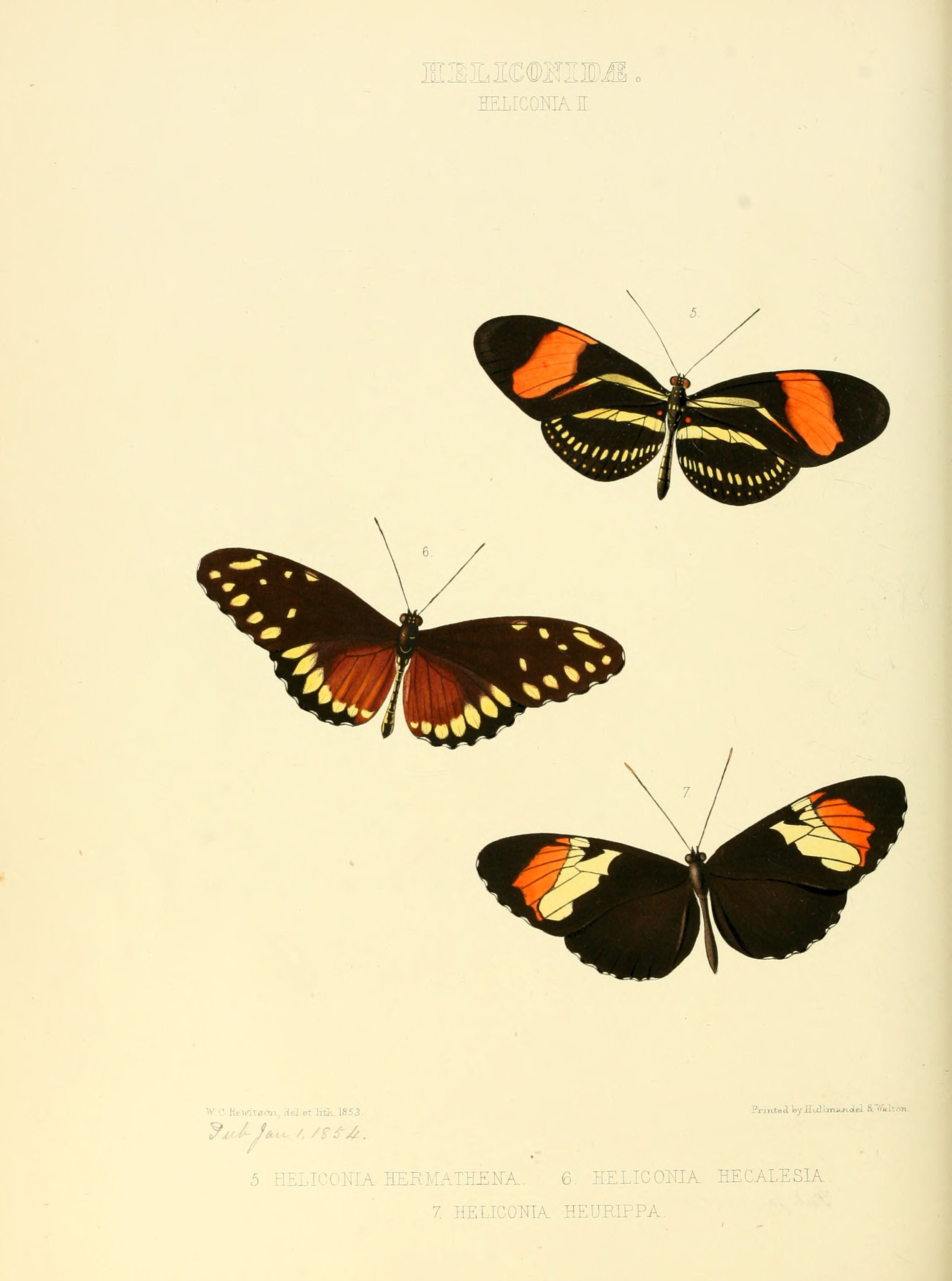
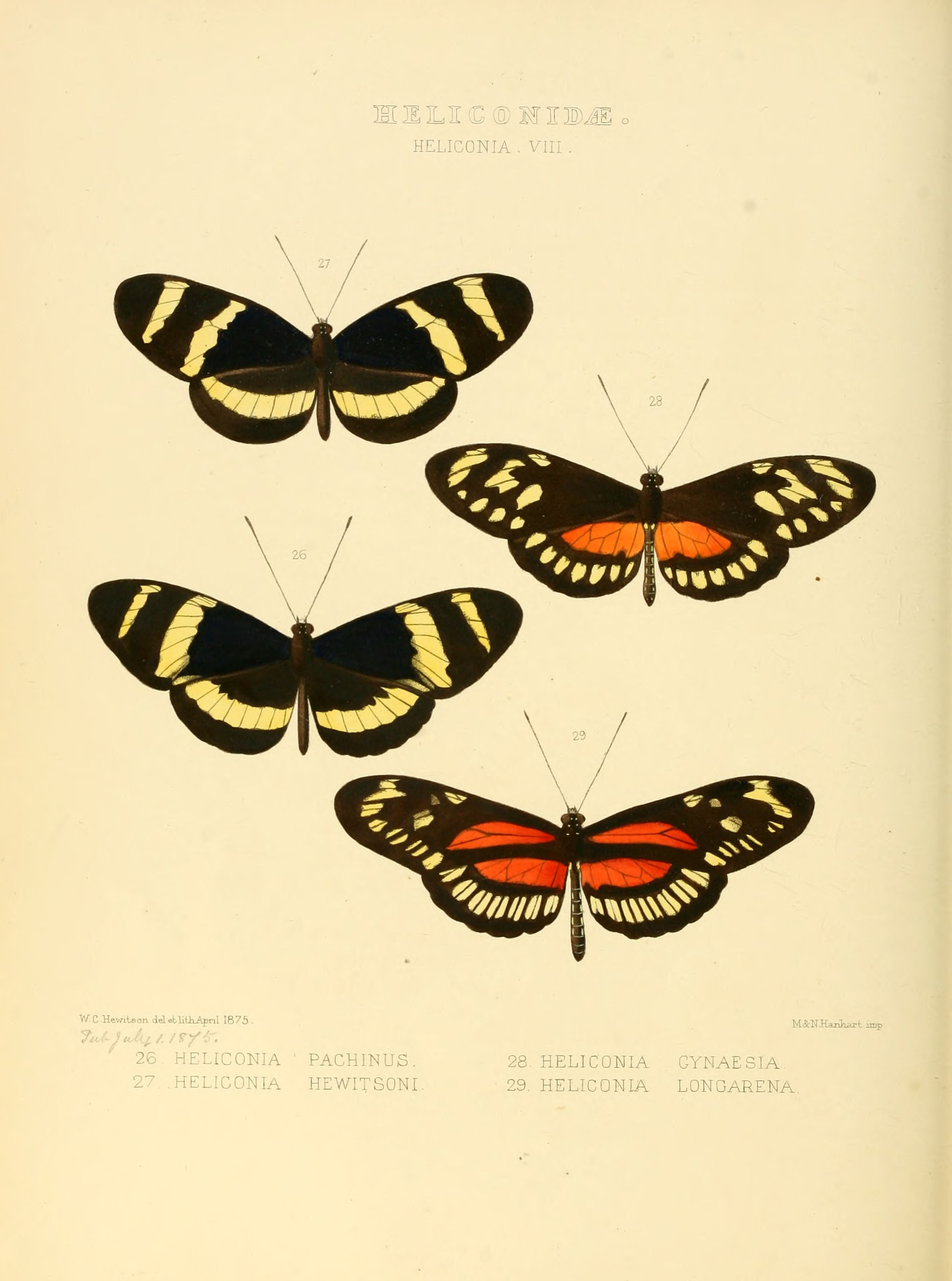